# Demokrata Párt (Japán)
A Demokrata Párt (japánul "民主党", a japán nevek átírása alapján Minsutó), rövidítve DPJ, szociálliberális politikai párt Japánban. A 2009-es japán parlamenti választásokon csaknem kétharmados többséget szerzett, így kormánypárt lett. Kis pártból nőtte ki magát a modern Japán egyik legjelentősebb politikai erejévé.

## Történelem
A pártot 1998. április 27-én alapították a Liberális Demokrata Párt négy ellenzéki, liberális és szociáldemokrata pártjának egyesítésével. Kezdetekben a demokratáknak 93 képviselőjük volt az Országgyűlés alsóházában és 38 a felsőházban. Az alapító gyűlésen Kan Naotót választották pártelnöknek.

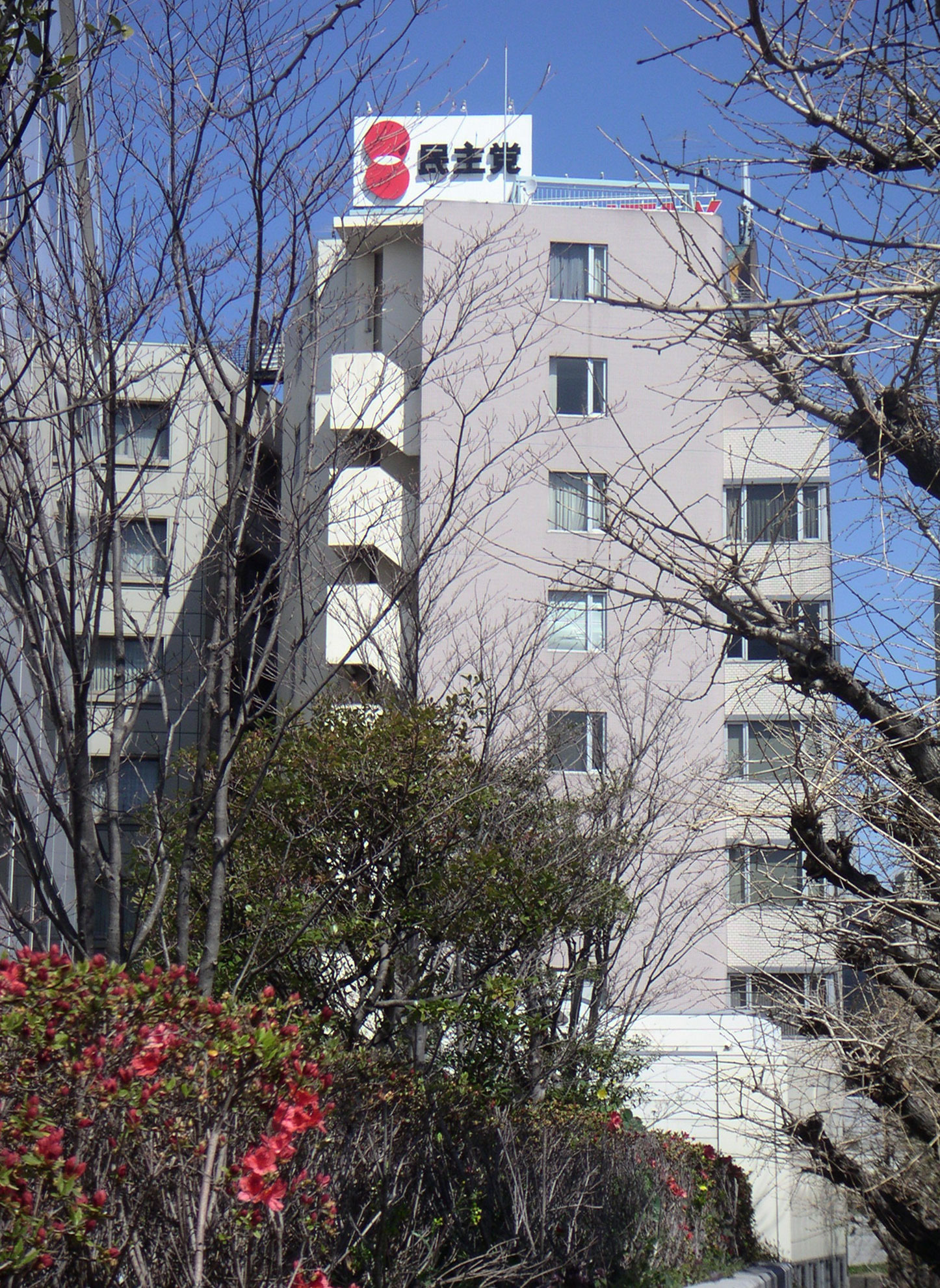
A Japán Demokrata Párt székhelye Tokió Csijoda kerületében.

## Ideológia
Ideológilag Kan Naoto az olasz Olajfa koalícióhoz hasonlított, amivel a Japán Demokrata Pártot egy centrista, baloldali és jobboldali szárnyakkal rendelkező pártként definiálja. Alapelveik közé tartozik az átláthatóság, a szociális piacgazdaság, a decentralizált államberendezkedés, az alapvető emberi jogok tisztelete.

## A JDP elnökei
1. Kan Naoto (1998. április - 1999. szeptember)
2. Hatojama Jukio (1999. szeptember - 2002. december)
3. Kan Naoto (2002. december - 2004. május)
4. Okada Kacuja (2004. május - 2005. szeptember)
5. Maehara Seidzsi (2005. szeptember - 2006. március)
6. Odzava Icsiró (2006. április - 2009. május)
7. Hatojama Jukio (2009. május – 2010. június)
8. Kan Naoto (2010. június – 2011. augusztus 29.)
9. Noda Josihiko (2011. augusztus 29. –)